# La giovinezza (De Sanctis)
La giovinezza è un'autobiografia di Francesco De Sanctis (1817-1883), dettata dall'autore negli ultimi due anni di vita alla nipote Agnese, e pubblicato postumo a cura di Pasquale Villari nel 1889 col titolo La giovinezza: frammento autobiografico.

## Contenuto

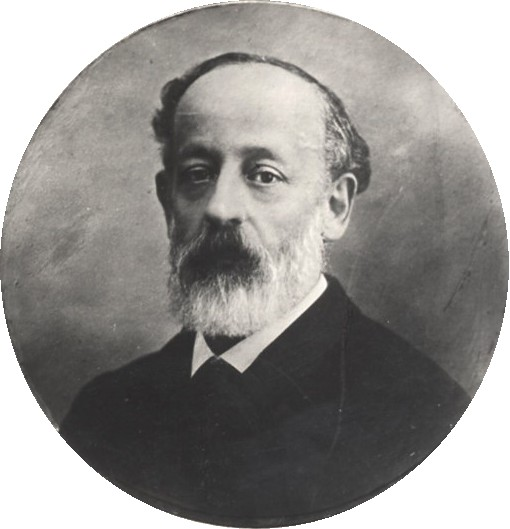
Pasquale Villari

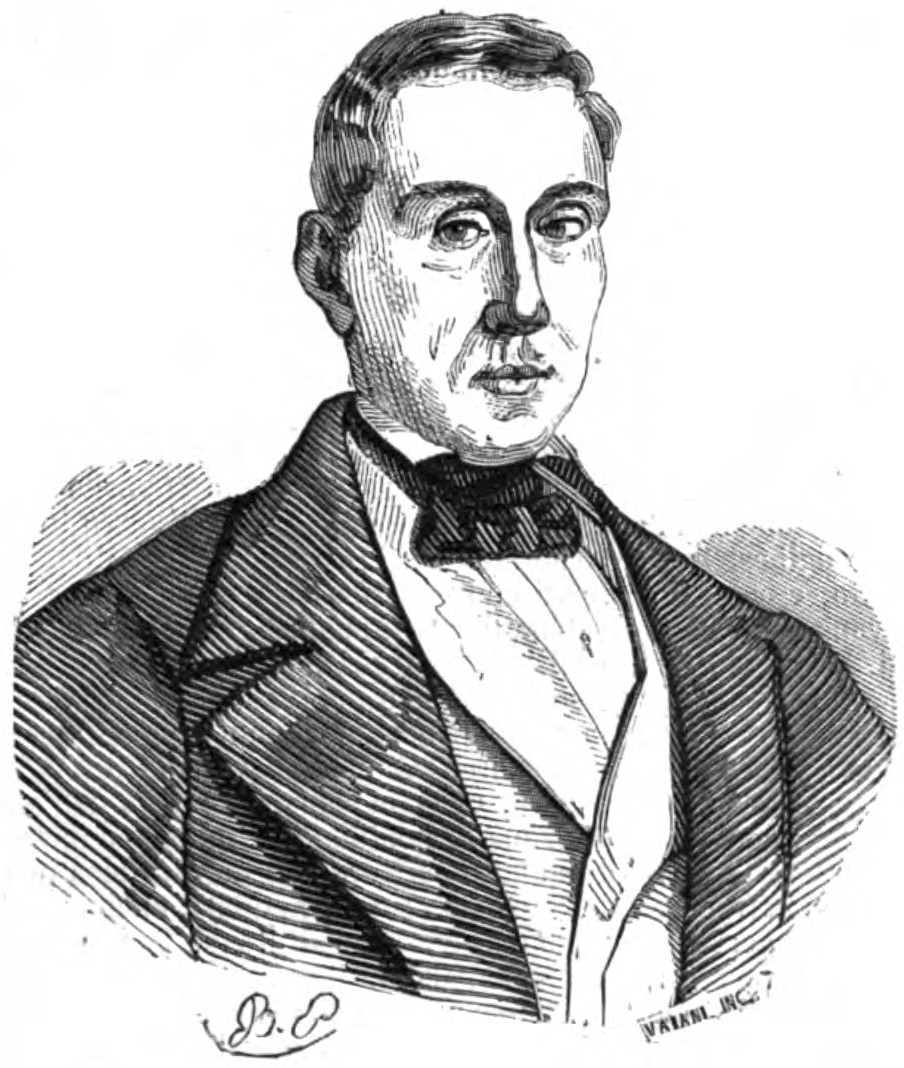
Il marchese Basilio Puoti

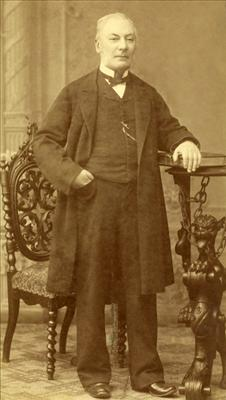
Camillo De Meis

La giovinezza narra la vita di Francesco De Sanctis, dalla nascita e dall'infanzia trascorsa a Morra Irpina, fino all'anno 1843 o al 1844; il testo fu dettato dall'autore stesso, pressoché cieco per una malattia agli occhi, alla nipote Agnese De Sanctis. Oltre a ricordare gli eventi esterni, il grande critico narra la sua formazione intellettuale, ossia il costituirsi delle sue idee letterarie, estetiche e politiche. Vengono ricordati i suoi maestri (lo zio Carlo, l'abate Fazzini e soprattutto il  marchese Basilio Puoti) e le sue prime esperienze di insegnante.
Indice del volume
1. Mia nonna
2. Zio Carlo
3. Zia Marianna
4. Genoviefa
5. L'abate Fazzini
6. Domenico Cicirelli
7. L'abate Garzia
8. Il Marchese Puoti
9. Cose di casa
10. La crisi
11. Solo
12. Il colera
13. Zio Carlo e Zio Peppe
14. Casi fortunati
15. Il Collegio militare e il Caffè del gigante
16. La scuola al Vico Bisi
17. Le lezioni di grammatica
18. Letture e composizioni
19. Malattie reali e immaginarie
20. Impressioni politiche. zio Peppe
21. Cose di lingua
22. Reminiscenze. Agnese
23. Lo stile
24. Camillo De Meis e la mia scuola
25. La rettorica
26. La lirica
27. La scuola. Proposta di matrimonio. Il marchese e i giornali
28. Il genere narrativo

## Storia editoriale
L'opera è l'inizio di una autobiografia rimasta incompiuta e che, nelle intenzioni di Francesco De Sanctis, avrebbe dovuto intitolarsi Ricordi oppure Memorie. Il titolo La giovinezza: frammento autobiografico le fu attribuito da Pasquale Villari, il primo curatore, il quale aveva ricevuto i quaderni originali dalla vedova di Francesco De Sanctis. I quaderni originali andarono perduti. Tuttavia, l'autografo di Agnese De Sanctis con i primi dieci capitoli fu ritrovato nel 1958 da Gennaro Savarese, il quale poté eliminare le varianti introdotte dal Villari e preparare un'edizione critica per l'editore Einaudi.

## Edizioni
- La giovinezza di Francesco De Sanctis: frammento autobiografico; pubblicato da Pasquale Villari, Napoli: Morano, 1889, XIX, 386 p.
- La giovinezza: frammento autobiografico; Nuova ed. interamente rifatta ed annotata a cura di Nino Cortese, Napoli: A. Morano, 1930, VI, 298 p.
- La giovinezza: frammento autobiografico; a cura di Giovanni Ferretti, Bologna: Zanichelli, 1935, 316 p.
- La giovinezza: frammento delle memorie; a cura di Francesco Flora, Coll.  Biblioteca scolastica di classici italiani, Firenze: Sansoni, 1940, 207 p.
- La giovinezza: frammento autobiografico; con introduzione e note di Luigi Russo, Firenze: Le Monnier, 1941, XL, 271 p.
- La giovinezza; introduzione di Daniele Mattalia; revisione del testo a cura di Carlo Cordié, Coll. I classici del Filarete, Milano: Aldo Martello, 1946, XVI, 256 p.
- La giovinezza: memorie postume seguite da testimonianze biografiche di amici e discepoli; a cura di Gennaro Savarese, Coll. Opere di Francesco De Sanctis n. 1, Torino: Einaudi, 1961, XLVIII, 585 p.
- Memorie, lezioni e scritti giovanili, Vol. I: La giovinezza e gli studi hegeliani; a cura di Franz Brunetti, Coll. Scrittori d'Italia n. 223, Bari: G. Laterza e f., 1962, 324 p.
- La giovinezza; a cura di R. Tosto, Coll. Piccola biblioteca Sansoni, Narratori moderni n. 14, Firenze: Sansoni, 1966, 223 p.
- La giovinezza; a cura di Elio Gioanola, Coll. Scrittori italiani, Milano: Marzorati, 1969, 209 p.
- La giovinezza; a cura di Gilberto Finzi, Milano: Garzanti, 1981, XXX, 235
- La giovinezza: ricordi; a cura di Gennaro Savarese, Coll. Archivio del romanzo n. 4, Napoli: Guida, 1983, ISBN 88-7042-129-5
- La giovinezza: ricordi; a cura di Dante Della Terza, Atripalda: Mephite, 2006, ISBN 88-88655-67-0